# Dodô (Fußballspieler, Oktober 1987)
Luiz Paulo Hilário, genannt Dodô, (* 16. Oktober 1987 in Rio de Janeiro) ist ein brasilianischer Fußballspieler.

## Karriere
Seine Karriere begann Dodô 2007 beim brasilianischen Verein Juventus FC in Rio de Janeiro und 2008 spielte er auf Leihbasis beim Profute FC. Zur Winterpause der Saison 2008/09 wechselte er zu Inter Zaprešić. Nach nur einem Jahr verließ er den Verein und wechselte zu Dinamo Zagreb.
Sein Teamdebüt bei Zagreb gab der Brasilianer am 27. Februar 2010 beim 6:0-Heimerfolg über den NK Croatia Sesvete, wobei er allerdings nur 28 Minuten im Einsatz war und danach durch den jungen Andrej Kramarić abgelöst wurde. In den 28 absolvierten Minuten gelangen ihm jedoch ein Tor sowie eine Torvorlage.
Nach einer halbjährigen Leihe an Lokomotiva Zagreb wechselte Dodô im Sommer 2011 zum aserbaidschanischen Verein FK Qəbələ, verbrachte dort insgesamt fünf Jahre und spielte u. a. 2014/15 in der Gruppenphase der UEFA Europa League. 2016 schloss er sich nach einem kurzen Zwischenstopp in Brasilien bei Joinville EC dem griechischen Erstligisten AE Larisa an. Diese verließ er nach einem Jahr wieder und war dann 2018 kurzzeitig bei CA Penapolense und dem Internacional Esporte Clube. Im Januar 2019 wurde er von FK Liepāja aus Lettland verpflichtet und ein Jahr später gewann er mit dem Verein den nationalen Pokal durch einen 1:0-Finalsieg nach Verlängerung über FK Ventspils. Außerdem wurde er mit 18 Treffern Torschützenkönig der Virslīga 2020.

## Erfolge
Verein
- Kroatischer Meister: 2010, 2011
- Lettischer Pokalsieger: 2020

Persönlich
- Torschützenkönig der Virslīga: 2020 (mit 18 Toren)